# Jane March
Jane March, właśc.  Jane March Horwood,  (ur. 20 marca 1973 w Londynie) – brytyjska aktorka i  była modelka. Znana głównie z pierwszoplanowych ról żeńskich w filmach Kochanek (1992) i Barwy nocy (1994).

## Życiorys
Urodziła się jako  Jane March Horwood w Edgware (płn. Londyn). Jej ojcem jest nauczyciel Bernard Horwood,  w którego żyłach płynie brytyjska i hiszpańska krew, natomiast  jej matka Jean  jest pochodzenia wietnamsko-chińskiego. Ma starszego brata Jasona (ur. 1970).
W wieku 14 lat wygrała lokalny konkurs Become a Model  i podpisała kontrakt z agencją Storm Model Management rozpoczynając pracę jako modelka, używając swojego drugiego imienia March jako nazwiska.
Francuski reżyser Jean-Jacques Annaud zauważył ją na okładce Just Seventeen i powierzył główną rolę żeńską w swoim melodramacie erotycznym Kochanek, na podstawie autobiograficznej powieści Marguerite Duras.
W roku 1993 wystąpiła u boku Bruce’a Willisa w thrillerze erotycznym Barwy nocy w reżyserii Richarda Rusha.
14 czerwca 1993 poślubiła Carmine Zozzora, współproducenta filmu Barwy nocy. Drużbą na ich ślubie był Bruce Willis, a druhną Demi Moore. Para rozwiodła się w roku 2001.

## Filmografia

### Film fabularne
| Rok  | Film                                                                                  | Rola                  | Uwagi                                                                                                  |
| ---- | ------------------------------------------------------------------------------------- | --------------------- | --- |
| 1992 | Kochanek                                                                              | Młoda dziewczyna      | |
| 1994 | Barwy nocy                                                                            | Rose                  | W 2000 roku magazyn Maxim uznał sceny seksu z jej udziałem w Barwach nocy za najlepsze w historii kina |
| 1996 | Never Ever                                                                            | Amanda Trevane Murray | |
| 1998 | Prowokator (Provocateur)                                                              | Sook Hee/Miya         | |
| 1998 | Tarzan i Zaginione Miasto                                                             | Jane Porter           | |
| 2000 | Książę Ciemności: Prawdziwa historia Draculi (Dark Prince: The True Story of Dracula) | Lidia                 | Film telewizyjny sieci USA Network                                                                     |
| 2003 | Piękna i Bestia (Beauty and the Beast)                                                | Freya                 | Zdjęcia do filmu kręcono w Południowej Afryce i Wielkiej Brytanii                                      |
| 2006 | Szlachetny kamień (Il Mercante di pietre)                                             | Leda                  | Zdjęcia do filmu kręcono w Kapadocji (Turcja), Szkocji (Wielka Brytania) i Turynie (Włochy)            |
| 2009 | Moich pięć ostatnich dziewczyn (My Last Five Girlfriends)                             | Olive                 | |
| 2010 | Starcie tytanów                                                                       | Hestia                | |
| 2010 | Stalker                                                                               | Linda                 | |
| 2011 | Will                                                                                  | Siostra Noell         | |
| 2011 | Ba Li Bao Bei (Perfect Baby)                                                          | Emma                  | |
| 2012 | Śnieżka i pierścień śmierci (Grimm's Snow White)                                      | Królowa Gwendolyn     | |
| 2013 | The Sweeter Side Of Life                                                              | Lana                  | Film telewizyjny Hallmark Channel                                                                      |
| 2013 | Jack the Giant Killer                                                                 | Serena                | |
| 2014 | Flim: The Movie                                                                       | Jane March            | |

### Seriale telewizyjne
| Rok  | Serial        | Rola             | Uwagi                        |
| ---- | ------------- | ---------------- | ---------------------------- |
| 2000 | Łowcy skarbów | Suzanne          | Sezon 1: odc. 20 "Possessed" |
| 2001 | Dark Realm    | Sharon Steppling | Sezon 1: "Murder One"        |